# Новий Мир (Стерлібашевський район)
Новий Мир (рос. Новый Мир, башк. Новый Мир) — присілок у складі Стерлібашевського району Башкортостану, Росія. Входить до складу Кабакуської сільської ради.
Населення — 28 осіб (2010; 29 в 2002).
Національний склад:
- башкири — 72%